# Tempio Kaṇḍāriyā Mahādeva
Il Tempio Kaṇḍāriyā Mahādeva (in alfabeto Devanagari: कंडारिया महादेव मंदिर, in Alfabeto internazionale per la traslitterazione del sanscrito-IAST: Kaṇḍāriyā Mahādeva Mandir) è il più grande e ornato tempio indù tempio facente parte del gruppo dei templi medievali trovati a Khajuraho in Madhya Pradesh. È considerato uno dei migliori esempi di templi conservatisi dal periodo medievale in India.
Khajuraho era la capitale religiosa dei Rajputs Chandela ed oggi è una delle più popolari destinazioni del turismo in India. Il tempio di Mahadeva Kandariya è il più grande del gruppo occidentale dei templi ed è stato fatto costruito dal re Dhangadeva all'incirca intorno al 1030-50 (Asian Art, 2014), senza dubbio uno dei maggiori prodotti dai re Chandela.
Il tempio fu costruito basandosi su credenze indù risalenti al 1000 a.C.; la guglia principale o sikhara sorge a 31 metri a rappresentare il Monte Kailash, la dimora di montagna himalayana del dio Shiva ed è circondata da 84 guglie in miniatura (o Urushringas). All'interno del santuario si trova un linga in marmo rappresentante il Signore degli asceti. Il Survey of India protegge il tempio, che fa parte del sito di Khajuraho patrimonio mondiale dell'UNESCO.

## Caratteristiche

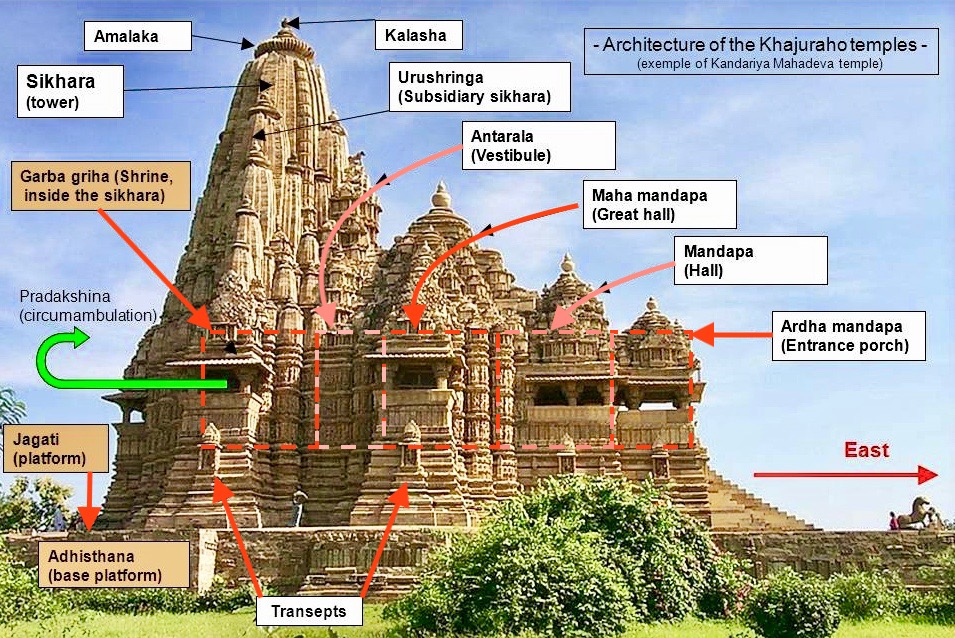
Caratteristiche del tempio.

Il tempio prende il nome da Kandara-grotta e Mahadeva, un altro nome per Shiva. Come molti altri templi nel complesso di Khajuraho, ha una serie lineare di gradini d'accesso di fronte alle direzioni est-ovest; altre caratteristiche sono le sale colonnate con balcone, un portico d'ingresso, e il sancta sanctorum.
I lati del tempio sono decorati con oltre 646 statue. Nella parte superiore della shikhara vi è il "amalaka", un motivo ad anello circolare comune nell'architettura templare del nord indiano. Le sculture erotiche non coprono l'intero tempio ma solo la parte esterna in quanto tra le 226 statue che arricchiscono l'interno non se ne trovano. Il tempio comprende alcune delle più energiche rappresentazioni dell'erotismo che si possono vedere a Khajuraho.

### Sculture erotiche del tempio

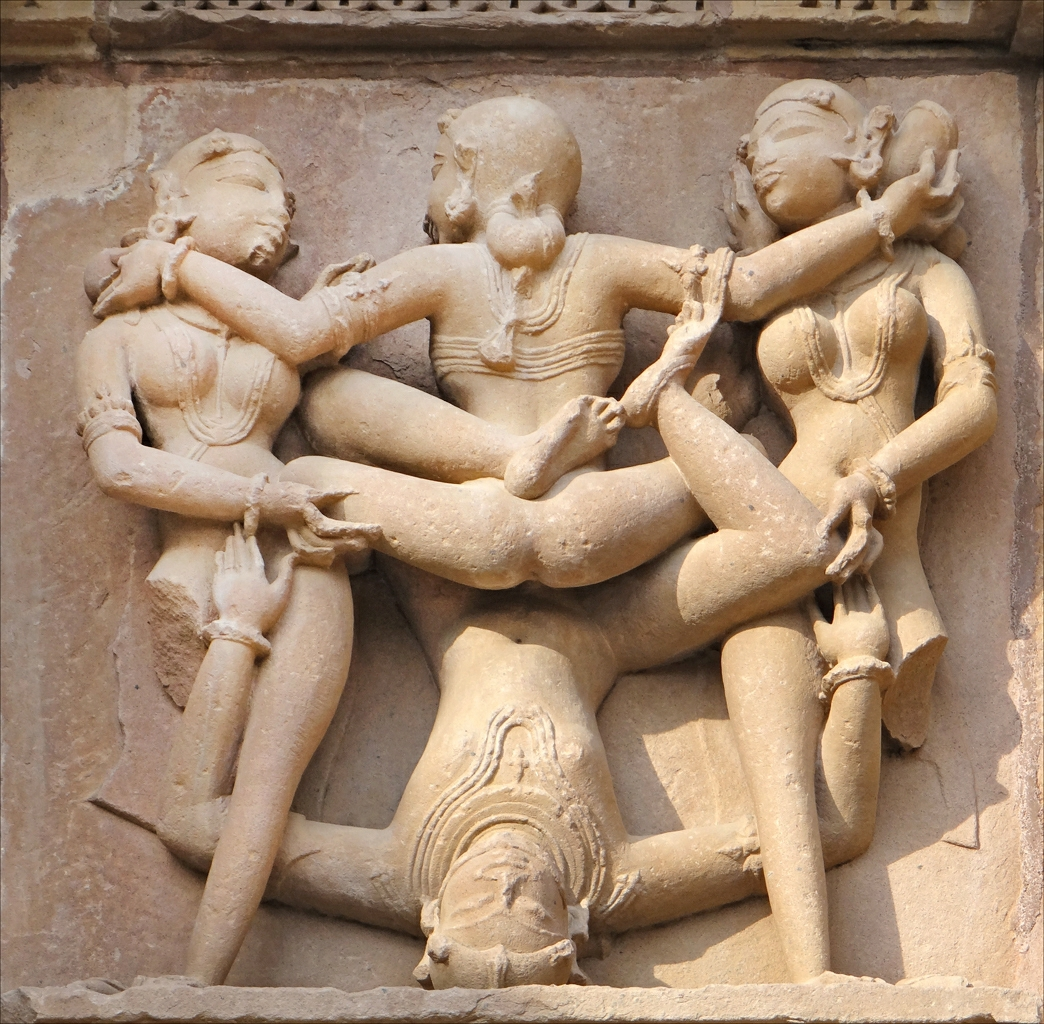
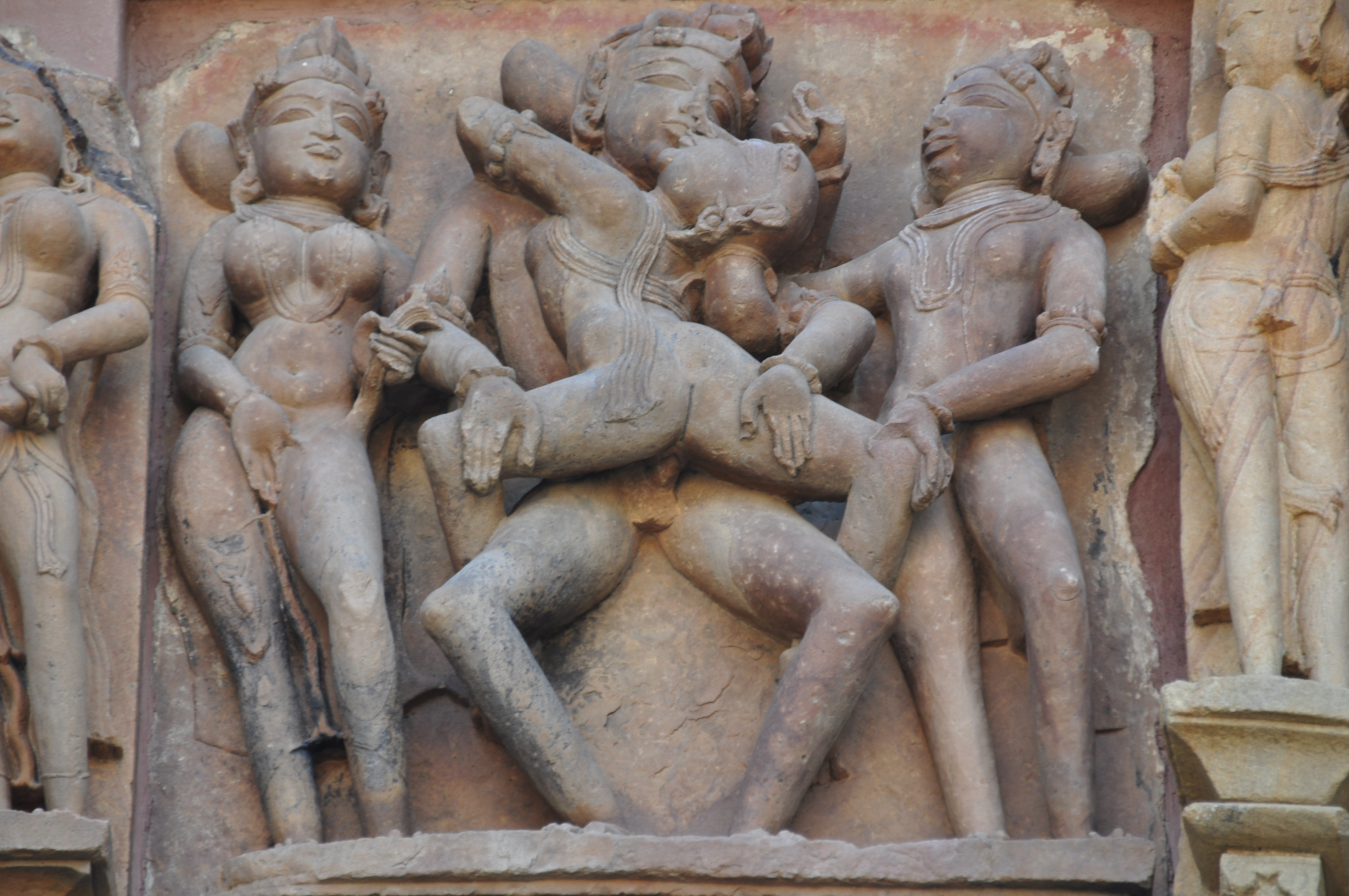
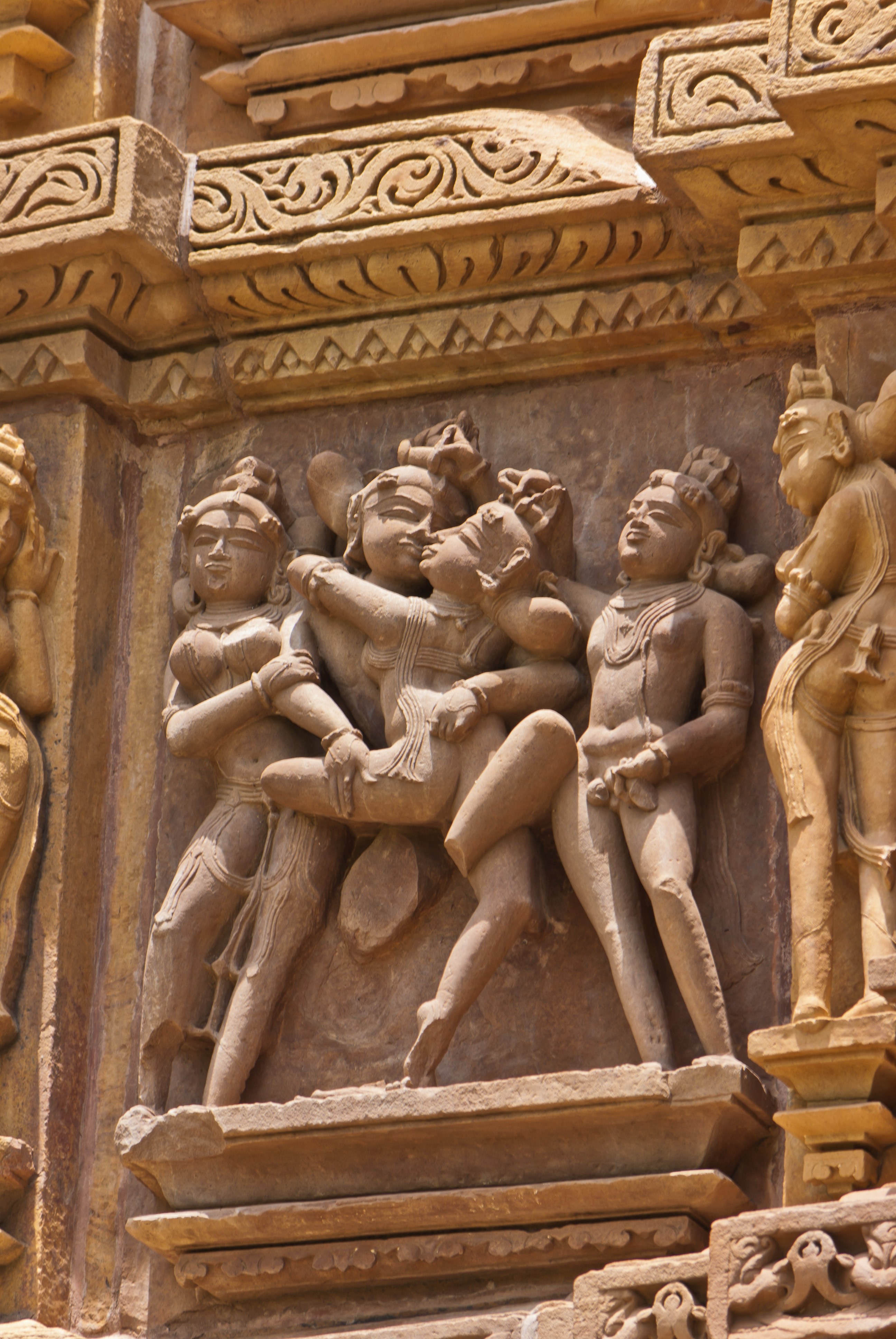
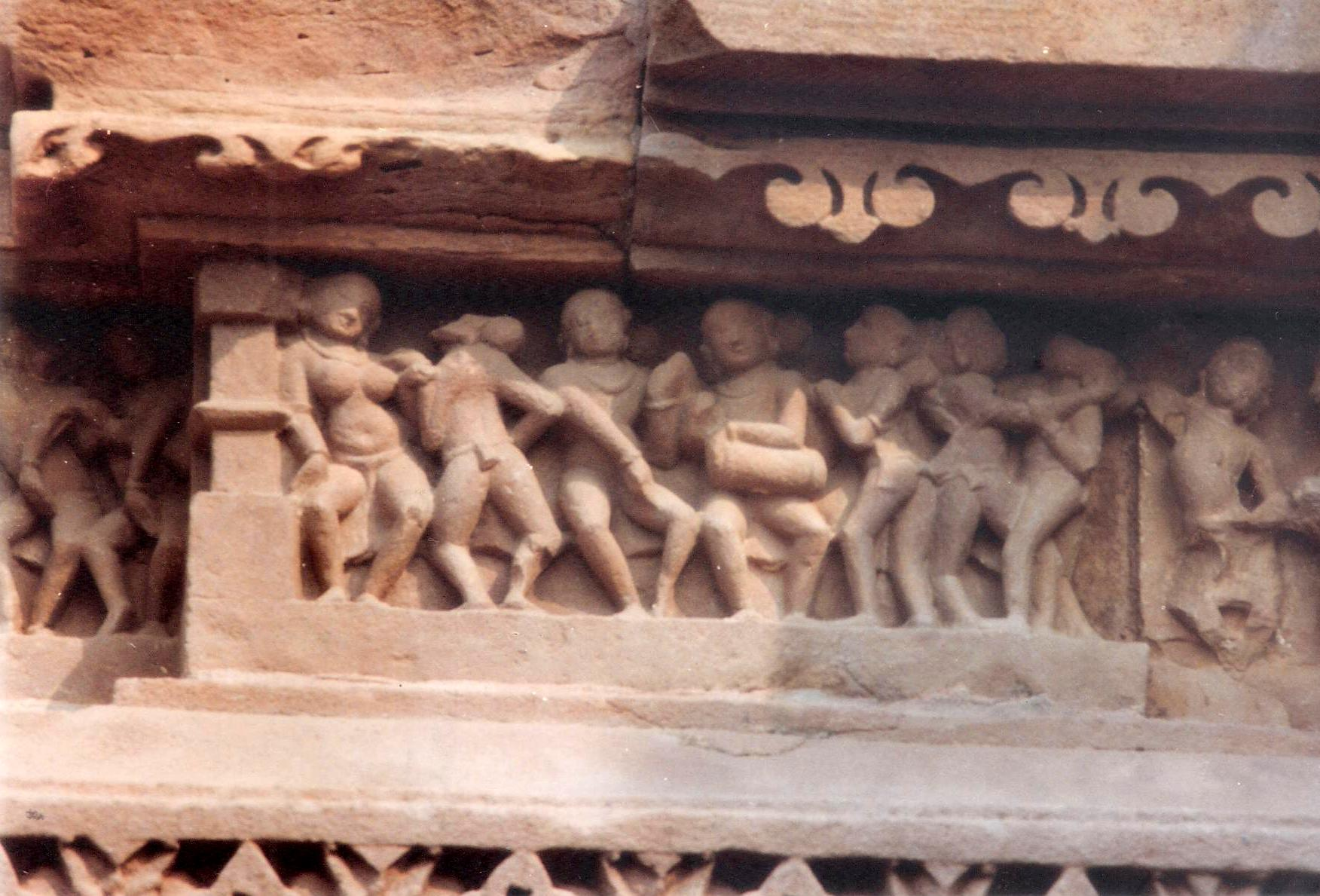

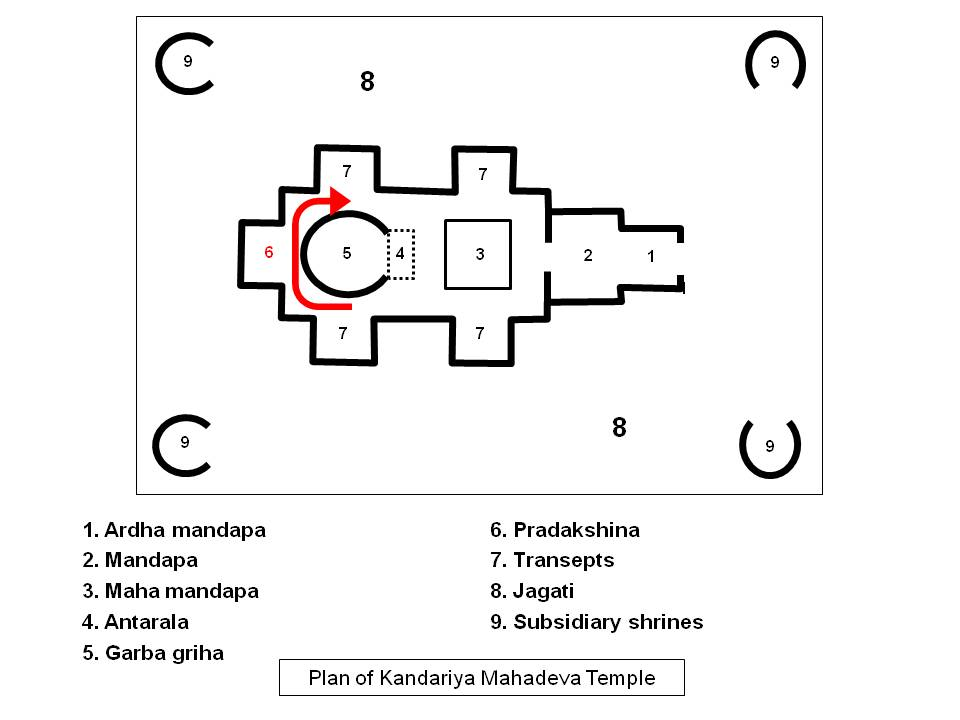
Mappa semplificata del tempio.